# 血小板因子
血小板因子（platelet factor，PF），即血小板本身所含有的特異性物質。現已知有10餘種，血管受損時，血小板與膠原組織接觸發生黏附、聚積，血小板破裂，釋放出PF，從而參與凝血和止血過程。
- PF1，又稱「血小板表面吸附血漿因子Ⅴ」（Coagulation factor Ⅴ，同Plasma Factor V），有加速凝血酶原變成凝血酶的作用；
- PF2，又稱「纖維蛋白原激活因子」（Fibrinogen Activating Factor、Thromboplastic material），具有加速纖維蛋白原轉變成纖維蛋白單體的作用；
- PF3，又稱「類脂質因子」（Platelet thromboplastin、cephalin、phospholipid）「凝血活酶因子」，參與因子ⅩⅢ、Ⅴ及Ⅹ的反應，與這些因子共同形成凝血活酶；
- PF4，又稱「抗肝素因子」 （Antiheparin factor），具有抗肝素作用；
- PF5，又稱「血小板表面吸附纖維蛋白原」（Fibrinogen coagulant factor），作用同纖維蛋白原；
- PF6，又稱「抗纖維蛋白溶酶」（Antifibrinolytic factor、glycoprotein、 fibrinolysin、plasmin inhibitor）、「抗血漿素」，具有對抗纖維蛋白溶解作用；
- PF7，又稱「凝血活酶輔因子」（Platelet cothromboplastin、cothrom-boplastin、S.P.C.A.、proconvertin），能激活凝血活酶；
- PF8，又稱 「抗凝血活酶因子」（anti-thromboplastin），有對抗凝血活酶作用；
- PF9，又稱「加速球蛋白穩定因子」（同Plasma Factor XIII），具有穩定加速球蛋白作用；
- PF10，又稱「血清素」、「5-羥色胺」（5-HT），具有縮血管作用；
- PF11，又稱「二磷酸腺苷」（ADP），可致血小板間的黏附和聚積作用。